# Ha Nkoebe Community
Ha Nkoebe Community är en gemenskap i Lesotho.   Den ligger i distriktet Quthing, i den södra delen av landet, 120 km söder om huvudstaden Maseru.